# Playlist (アルバム)
『playlist』（プレイリスト）は、2019年12月18日にSME Recordsから発売された私立恵比寿中学の6thアルバム。

## 概要
前作『MUSiC』から8ヶ月ぶり、2019年2作目のアルバム。前作以降のシングル表題曲「トレンディガール」、配信先行リリースされていた、「ジャンプ」に加え、「SHAKE! SHAKE!」、「愛のレンタル」、「I'll be here」の5曲を含む全10曲が収録されている。
通常盤（CD）、初回生産限定盤A（CD＋Blu-ray）、初回生産限定盤B（CD＋Blu-ray）で発売。全タイプに共通してトレーディングカードが封入された。
石崎ひゅーい、はっとり（マカロニえんぴつ）、iri、雫（ポルカドットスティングレイ）などの多彩なアーティストが楽曲提供した楽曲を収録。
コンセプトやテーマについて真山りかは「今は音楽を何で聴く時代？ CDとかダウンロードとかいろんなやり方があるけど、今はサブスクで、自分のケータイで聴く時代。1曲1曲ダウンロードして聴くんじゃなくプレイリストで聴く時代だよね、ってところから“プレイリスト”というコンセプトがまずあって。10周年を迎えたタイミングで『MUSiC』という集大成を見せるようなアルバムを作って、次はエビ中のこれからを見せて行こう。これまで見せていないエビ中を見せて行こうというのが大きなテーマとしてありました。」と語る。
本作は2019年12月30日付のオリコン週間アルバムランキングで2位、同日付のオリコン週間合算アルバムランキングで1位を獲得した。
2020年2月20日、楽曲「オメカシ・フィーバー」のコール練習動画をYouTube公式チャンネルに公開した。
ツアー「私立恵比寿中学 ど真ん中スプリングツアー2020 ～playlistを共有しますか？ はい/いいえ～」を開催する予定であったが、新型コロナウイルス感染症の拡大による影響で中止になった。
2020年12月29日に発表された第9回アイドル楽曲大賞2020にてアルバム部門1位を獲得した。
2021年10月22日、全曲のインスト音源が配信開始された。

## 収録曲
（私立恵比寿中学：真山りか、安本彩花、星名美怜、柏木ひなた、小林歌穂、中山莉子）
| #   | タイトル                 | 作詞             | 作曲             | 編曲                       |
| --- | ------------------------ | ---------------- | ---------------- | -------------------------- |
| 1.  | 「ちがうの」             | ビッケブランカ   | ビッケブランカ   | 横山裕章 / ビッケブランカ  |
| 2.  | 「SHAKE! SHAKE!」        | 雫               | 雫               | ポルカドットスティングレイ |
| 3.  | 「愛のレンタル」         | はっとり         | はっとり         | マカロニえんぴつ           |
| 4.  | 「ジャンプ」             | 石崎ひゅーい     | 石崎ひゅーい     | トオミヨウ                 |
| 5.  | 「I'll be here」         | iri              | iri              | ESME MORI                  |
| 6.  | 「PANDORA」              | New Nix          | PABLO            | PABLO                      |
| 7.  | 「シングルTONEでお願い」 | ポセイドン・石川 | ポセイドン・石川 | ポセイドン・石川           |
| 8.  | 「オメカシ・フィーバー」 | 児玉雨子         | 加藤肇           | 大西省吾（agehasprings）   |
| 9.  | 「HISTORY」              | 私立恵比寿中学   | 徐賢眞           | 谷村庸平                   |
| 10. | 「トレンディガール」     | 川谷絵音         | 川谷絵音         | 川谷絵音                   |

1. ちがうの
作詞・作曲：ビッケブランカ、編曲：横山裕章、ビッケブランカ
振り付けは楽曲「日記」と同じ菅尾なぎさが担当[4]。
2. SHAKE! SHAKE!
作詞・作曲：雫、編曲：ポルカドットスティングレイ
小林歌穂をフィーチャーした曲。ボーカリスト小林の真骨頂であり新機軸。柏木らのオラついたラップも特徴[4]。
3. 愛のレンタル[10]
作詞・作曲：はっとり、編曲：マカロニえんぴつ
ベストアルバム「中吉」（2022年）のCD1にも収録。
真山りかをフィーチャーした曲。タイトルについて真山は「生きるうえでのテーマとも言える、人に優しくするという人間として生きるための初歩的な“愛”」と解釈していて、「はっとりさんのちょっとダークな言葉選びだったり、韻を踏んでいて音楽的に楽しいところだったり、いろんな面で楽しんでもらえる曲」と語る[4]。
4. ジャンプ[11]
作詞・作曲：石崎ひゅーい、編曲：トオミヨウ
ベストアルバム『中吉』（2022年）のCD1にも収録。
安本彩花をフィーチャーしたアルバムリード曲。安本が大ファンである石崎ひゅーいの作品。ミュージック・ビデオがYouTubeにて公開されており、安本が休業期間中であったため残りの5人のみでの出演となっている。後日、安本の生誕ソロライブで披露されたアカペラver.も公開された。真山「この曲が一番コンセプト通りなんですよね。新しい人と組んで新しいエビ中を見せるという意味では、この曲が特に目に見えて新しいんじゃないかなって。」[4]
2021年7月28日、THE FIRST TAKEにて石崎ひゅーいのアコースティックギター演奏にのせて歌唱したコラボ動画[12]を公開した。10月22日にその音源「ジャンプ - From THE FIRST TAKE」（アーティスト表記は「私立恵比寿中学 with 石崎ひゅーい」）を配信リリース[13]。
2021年10月、YouTubeにライブ映像2本[14][15]を公開した。
作詞・作曲の石崎ひゅーいによるセルフカバーが、石崎ひゅーい4thアルバム『ダイヤモンド』に収録されている。
5. I'll be here[16]
作詞・作曲：iri、編曲：ESME MORI
柏木ひなたをフィーチャーした曲。洋楽的なアプローチの本格的なR&Bで、冒頭から最初のサビまで完全に柏木のみがフィーチャーされている[4]。
6. PANDORA[17]
作詞：New Nix、作曲・編曲：PABLO
星名美怜をフィーチャーした曲。“エビ中史上最狂・最速”。激しい曲の中で星名がとりわけ激しく歌っており、振りは星名が姫という設定[4]。
7. シングルTONEでお願い[16]
作詞・作曲・編曲：ポセイドン・石川
藤井ユーイチ（校長・チーフマネージャー）がポセイドンのファン。コーラスは自分たちで録らずにポセイドンに任せた[4]。
8. オメカシ・フィーバー
作詞 : 児玉雨子、作曲 : 加藤肇、編曲 : 大西省吾（agehasprings）
中山莉子をフィーチャーした曲。正当なアイドルソングで、中山が要所要所でガヤを入れるようなポジション[4]。2020年2月20日、YouTube公式チャンネルにコール練習動画を公開[5]。
9. HISTORY
作詞: 私立恵比寿中学、作曲 : 徐賢眞、編曲 : 谷村庸平
私立恵比寿中学が作詞。「10周年の記念曲を作りたい」という提案がきっかけで、メンバー個々が出したものをいしわたり淳治が歌詞としてまとめた[4]。
10. トレンディガール[18]
作詞・作曲・編曲：川谷絵音
唯一の既発曲で13thシングルの表題曲。ABCテレビ・テレビ朝日 ドラマL『神ちゅーんず 〜鳴らせ!DTM女子〜』主題歌[4]。

### Blu-ray（初回生産限定盤A）
「クリスマス大学芸会2018 DAY3 〜スペシャルロイヤルケーキ〜」LIVE映像（2018年12月25日収録）
- SE ebiture
- 01. Thanks! Merry Christmas K
- 02. えびぞりダイアモンド!!
- 03. ゼッテーアナーキー
- 04. YELL
- 05. ラブリースマイリーベイビー
- 06. 春休みモラトリアム中学生
- 07. 君のままで
- 08. 仮契約のシンデレラ
- 09. 全力☆ランナー
- 10. 響
- 11. まっすぐ
- 12. 中目黒の冬風・・・NAMIDA(真山・安本)
- 13. b.l.a.c.k_h.O.l.e(小林・中山)
- 14. リフレインが、ずっと(安本・柏木)
- 15. EBINOMICS
- 16. でかどんでん
- 17. イート・ザ・大目玉
- 18. サドンデス
- 19. 涙は似合わない
- 20. フレ!フレ!サイリウム
- 21. ポップコーントーン
- 22. 大人はわかってくれない
- 23. 感情電車
- 24. 自由へ道連れ
- 25. BUZZER BEATER
- En1. MISSION SURVIVOR
- En2. HOT UP!!!
- En3. 永遠に中学生

「クリスマス大学芸会2018 DAY1 ～スイートハニーサンデー～」より（2018年12月23日収録）
- 01. 中目黒の冬風・・・NAMIDA (安本・柏木)
- 02. b.l.a.c.k_h.O.l.e (真山・星名)
- 03. リフレインが、ずっと (小林・中山)

「クリスマス大学芸会2018 DAY2 ～ビターフローズンロール～」より（2018年12月24日収録）
- 01. 中目黒の冬風・・・NAMIDA (小林・中山)
- 02. b.l.a.c.k_h.O.l.e (安本・柏木)
- 03. リフレインが、ずっと (真山)

### Blu-ray（初回生産限定盤B）
「MUSiCフェス 〜私立恵比寿中学開校10周年記念 in 赤レンガ倉庫〜」エビ中LIVE映像（2019年6月22日収録）
- 01. 青い青い星の名前
- 02. キングオブ学芸会のテーマ ～Nu Skool Teenage Riot～
- 03. えびぞりダイアモンド!!
- 04. あなたのダンスで騒がしい
- 05. 結ばれた想い
- 06. ナチュメロらんでぶー
- 07. 幸せの貼り紙はいつも背中に
- 08. なないろ
- 09. フレ!フレ!サイリウム
- 10. 熟女になっても
- 11. Family Complex
- 12. 仮契約のシンデレラ
- En1. 永遠に中学生

## リリース日一覧
| 地域 | リリース日     | レーベル    | 規格        | カタログ番号                        |
| ---- | -------------- | ----------- | ----------- | ----------------------------------- |
| 日本 | 2019年12月18日 | SME Records | CD＋Blu-ray | SECL-2520 - 2521（初回生産限定盤A） |
| 日本 | 2019年12月18日 | SME Records | CD＋Blu-ray | SECL-2522 - 2523（初回生産限定盤B） |
| 日本 | 2019年12月18日 | SME Records | CD          | SECL-2524（通常盤）                 |